# فرنسيس باين (عالم طبيعي)
فرنسيس باين هو عالم طبيعة كندي، ولد في 25 فبراير 1842، وتوفي في 20 نوفمبر 1894.